# Brandy (cantante)
Brandy, all'anagrafe Brandy Rayana Norwood (McComb, 11 febbraio 1979), è una cantautrice, attrice e personaggio televisivo statunitense.
Con quasi trent'anni di carriera è tra le cantanti R&B di maggior successo nelle classifiche internazionali, con circa 40 milioni di album venduti in tutto il mondo, di cui 10 milioni solo negli Stati Uniti. Ha ottenuto undici nomine ai Grammy Award vincendone uno come Best R&B Performance by a Duo or Group with Vocals per The Boy Is Mine, sette Billboard Music Award e due Soul Train Music Award.
Nel 2019 ai BMI Awards le è stato conferito il President's Award per essere "una cantautrice, compositrice o produttrice che ha dato contributi esemplari all'arte della musica e della canzone d'autore e ha influenzato profondamente l'industria dello spettacolo". Brandy si è fatta conoscere per il suo timbro particolare, la stratificazione della voce, e riff intricato, che le ha valso il soprannome di 'The Vocal Bible' dalla critica musicale.
A partire dai primi anni 1990 ha pubblicato sette album in studio e numerosi singoli di successo, intraprendendo parallelamente la carriera cinematografica e televisiva, recitando in numerosi film tra cui Cenerentola (1997), dove recita come protagonista, Incubo finale (1998), The Perfect Match (2016), e serie TV come Moesha (1996-2001), grazie cui vince il NAACP Image Award come Outstanding Youth Actor/Actress, The Game (2012-2015) e Star (2018-2019). Ha vestito nel ruolo di giudice alla prima stagione di America's Got Talent e ha prodotto il reality sulla propria famiglia Brandy & Ray J: A Family Business (2010-2011).
Debutta anche a Broadway sia nel 2015 che nel 2017 con il musical Chicago. Tra il 2016 e il 2017 continua a recitare nel musical sia nei teatri Kennedy Center che Hollywood Pantages Theatre.

## Biografia

### Infanzia
Brandy è nata e cresciuta a McComb, Mississippi, figlia di Willie Norwood, cantante R&B e direttore di un coro, e Sonja Bates, al tempo manager della H&R Block del quartiere. Suo fratello minore è l'attore e cantante R&B William Raymond “Ray J” Norwood Jr. Inoltre vanta come cugini il cantante blues Bo Diddley e il rapper Snoop Dogg.
Brandy inizia a cantare seguendo le orme del padre, e a soli due anni si ritrova nel coro della chiesa del loro pastore. Quando ha quattro anni, la sua famiglia si trasferisce in California, a Carson, nell'intento di seguire e sviluppare le carriere artistiche dei due fratelli Norwood.
Brandy comincia ad esibirsi nelle principali chiese della West Coast, e all'età di soli 11 anni incontra i manager Earl Harris e Chris Stokes, i quali la inseriscono come corista nei concerti del gruppo Norment e successivamente nel trio R&B Immature. Finalmente nel 1993 arriva il primo contatto discografico, nientemeno che con la Atlantic Records.

### Brandy, il debutto (1994)
L'omonimo disco di debutto di Brandy esce il 27 settembre 1994 ed entra nella top 20 della Billboard 200. Il disco diventa un enorme e inaspettato successo multiplatino che vende oltre 4 milioni di copie in patria e sforna quattro fortunatissimi singoli: I Wanna Be Down (#1 nelle classifiche R&B e #6 nella Hot 100), Baby (secondo #1 R&B e #4 nella Hot 100), Best Friend e Brokenhearted (duetto con Wanya Morris dei Boyz II Men, #2 R&B e #9 nella Hot 100). L'album permette alla cantante di fare incetta di riconoscimenti, tra cui due nomination ai Grammy nelle categorie Best New Artist e Best Female R&B Vocal Performance (per Baby), quattro Soul Train Music Awards e due Billboard Music Awards.

### Moesha(1995)
Nel 1993, mentre registra per il suo primo album, Brandy ottiene il suo primo ruolo televisivo nella sitcom Thea, nei panni della dodicenne figlia della protagonista. Lo show chiude i battenti dopo otto mesi di programmazione, ma le frutta una nomination ai Young Artist Awards. Raccolti i lusinghieri successi del primo album, Brandy ottiene il ruolo da protagonista della serie Moesha, dove interpreta la sedicenne Moesha Mitchell, tipica adolescente di Los Angeles alle prese con i problemi che comportano la crescita e l'entrata nel mondo degli adulti. La serie va in onda per la prima volta nel gennaio del 1995 sulla UPN e diviene immediatamente lo show più seguito del canale. L'artista a questo punto può contare su due grandi successi paralleli, quello musicale e quello televisivo, e in questo modo diventa uno degli idoli di punta dei teenager americani.

### Colonne sonore (1995-97)
Nel 1995 Brandy incide un brano scritto e prodotto da Lenny Kravitz per la colonna sonora di Batman Forever, Where Are You Now?, che viene nominato ai Grammy del 1996 come Best Female R&B Vocal Performance.
L'anno seguente firma la sua seconda apparizione su una colonna sonora, per il film Set It Off - Farsi notare: la canzone in questione, Missing You, è eseguita in compagnia di Tamia, Gladys Knight e Chaka Khan. Stavolta il pezzo viene pubblicato come singolo, e raggiunge la top 10 delle classifiche R&B di Billboard e la top 40 di quelle pop. Inoltre arriva al numero 2 in Nuova Zelanda, dove rimane una delle hit più famose per tutte le interpreti che vi hanno preso parte. Anche questo brano ottiene una nomination ai Grammy, nella categoria Best Pop Vocal Performance By A Duo Or Group.
Ancora nel 1996 l'artista ha l'opportunità di apparire in un'altra fortunata colonna sonora, quella di Donne - Waiting to Exhale, film con Angela Bassett e Whitney Houston diretto da Forest Whitaker. La colonna sonora del film viene composta interamente da Babyface, e la canzone interpretata viene scelta come uno dei singoli da far uscire per pubblicizzare il disco. Sittin' Up in My Room arriva al numero 2 della Hot 100 superando il successo di tutti i suoi precedenti singoli.
Quest'apparizione le permette di conoscere Whitney Houston, che la sceglie come protagonista del film tv di cui è produttrice, Cenerentola; il film, viene visto da 60 milioni di spettatori, regalando il più alto indice di ascolto in sedici anni a Disney Channel, e vince un Emmy.

### Never Say Never(1998)
Per il suo secondo album Brandy affida la produzione del disco all'allora semisconosciuto Rodney "Darkchild" Jerkins. In collaborazione con Darkchild l'artista scrive un pezzo destinato a cambiare la sua carriera e la storia della musica. The Boy Is Mine viene inciso dalla cantante durante le sue sessioni di registrazione per il nuovo album, poi la casa discografica decide di farne un duetto e contatta Monica. La canzone diventa il primo numero 1 per entrambe le cantanti nella classifica Usa, dove rimane in vetta per ben tredici settimane, diventando il tormentone dell'estate e il più grande successo musicale internazionale del 1998. The Boy Is Mine arriva al numero 1 anche nelle classifiche R&B, rimanendovi per otto settimane consecutive e diventando il terzo numero 1 in classifica per entrambe le artiste. Il singolo arriva nelle posizioni alte delle classifiche di tutto il mondo, e al numero 1 in Canada (rimanendovi stabile per quindici settimane, più della permanenza negli USA), nei Paesi Bassi e in Nuova Zelanda. Nel Regno Unito si ferma al numero 2, diventando il primo singolo di Brandy ad entrare nella top 20 inglese.
Il duetto conquista anche un Grammy nella categoria Best R&B Performance by a Duo or a Group with Vocal. Il video, diretto da Joseph Kahn e con un cameo di Mekhi Phifer nei panni del ragazzo conteso dalle due cantanti, diventa uno dei più programmati da tutti i canali musicali, da MTV a BET, e riceve due nomination agli MTV Video Music Awards (come Best Video of the Year e Best R&B Video). The Boy Is Mine rimane una delle canzoni con la più lunga permanenza al numero 1 nella Hot 100, e il successo più grande in qualunque paese sia per Brandy che per Monica.
Per il mercato europeo la scelta del secondo singolo cade su Top of the World, altro pezzo prodotto da Darkchild, che diventa il secondo singolo della cantante a raggiungere la numero 2 della classifica inglese. Negli Usa invece il secondo singolo diventa Have You Ever?, una ballad classica scritta da Diane Warren. La canzone conquista la prima posizione nel gennaio del 1999 sia negli USA che in Nuova Zelanda, divenendo così la seconda numero 1 della cantante in entrambi i paesi. Successivamente vengono pubblicati altri singoli: Almost Doesn't Count (altra top 20 hit in vari paesi tra cui Usa e Regno Unito), U Don't Know Me (like U Used To), Angel in Disguise, Never Say Never (questi ultimi due senza essere accompagnati da un video musicale e solo per le radio). (Everything I Do) I Do It for You viene pubblicato come singolo finale per il mercato dell'Oceania. Uscito il 9 giugno 1998, Never Say Never vende ancora più del primo e diventa il disco di più grande successo di Brandy in tutto il mondo. Anche la critica recepisce positivamente l'album, e la cantante viene definita come un incrocio tra Mariah Carey e Mary J. Blige. Never Say Never diventa 5 volte disco di platino con oltre 5 milioni di copie vendute negli Usa e 15 milioni in tutto il mondo.

### Cinema e televisione
Nei tre anni successivi all'exploit di Never Say Never, Brandy accantona temporaneamente la musica per concentrarsi sulla sua carriera da attrice. Nel 1999 ottiene un ruolo di rilievo nel sequel dell'horror So cosa hai fatto, nei panni della chiassosa amica della protagonista Jennifer Love Hewitt. Il film diventa un successo al botteghino e permette a Brandy di ricevere due nomination importanti: una come Best Breakthough Female Performance agli MTV Movie Awards e un'altra come Best Actress ai Blockbuster Entertainment Awards. Nello stesso anno Brandy ha l'opportunità di essere protagonista del film tv Douple Platinum al fianco della leggenda del R&B Diana Ross. L'attrice continua ad essere la protagonista della fortunata serie Moesha per sei stagioni, fino al 2001 dove interpretò il personaggio Leah Estrogen nel film a cartone "Osmosis Jones."Inoltre diventa il volto della campagna pubblicitaria della DKNY Jeans per tre stagioni e delle calzature Candies in una campagna fotografata da David LaChapelle.

### Collaborazioni in campo musicale
Nel 2001 venne pubblicato Invincible, ultimo album di Michael Jackson (escludendo i postumi). Verso la fine della traccia n. 1, Unbreakable, si possono sentire in sottofondo dei cori femminili, eseguiti dalla cantante in questione.

### Full Moon(2002)
Nel 2001 la cantante registra un duetto col fratello Ray J per l'album Urban Renewal: A Tribute To Phil Collins; i fratelli Norwood incidono una cover di Another Day in Paradise, che diventa un grande successo in molti paesi europei. Nel 2001 Brandy torna in studio per registrare materiale per il suo terzo album. Durante questo periodo la cantante ha una relazione col produttore Robert “Big Bert” Smith e i due si sposano nell'estate del 2001. Nel febbraio 2002 la cantante dichiara di essere incinta e poco dopo la nascita della sua prima figlia, Sy'rai Iman Smith, divorzia dal marito. I media scoprono successivamente che il “matrimonio” tra i due non aveva nessun valore legale, e che si trattava probabilmente solo di un escamotage per evitare di mettere in cattiva luce la cantante.
Il terzo album, Full Moon, esce nel marzo 2002 e debutta al numero 2 della Hot 200; questo lavoro mostra una notevole crescita vocale di Brandy, capace ora di abbracciare una notevole quantità di tonalità; anche stavolta la maggior parte della produzione è affidata a Darkchild, con l'ausilio di Mike City e Warryn Campbell. Il primo singolo estratto dall'album, What About Us?, è uno straordinario successo in tutto il mondo che arriva in top 10 sia nelle classifiche R&B che in quelle pop. Viene addirittura nominato agli MTV Video Music Awards nella categoria Viewer's Choice (ossia la categoria che premia i video votati dai fans).
Il secondo singolo, la title track Full Moon, è l'ennesima hit dell'artista che arriva in top20, ma dopo questi successi a causa della gravidanza Brandy non gira nessun altro video né promuove un'altra canzone. Come terzo singolo viene passato in radio He Is, che ha uno scarsissimo successo. Full Moon diventa facilmente disco di platino ma non riesce a bissare il successo epocale dei primi due album, e viene giudicato aspramente dalla critica: Rolling Stone etichetta il disco come un'interminabile prodotto frenetico, privo di personalità e come sia finto sexy R&B. Dopo questo tiepido successo Brandy si concentra sulla maternità e scrive e produce canzoni per altri artisti, tra cui Kelly Rowland e Toni Braxton.

### Afrodisiac(2004)
Il quarto album segna una svolta decisiva nella carriera dell'artista: il lavoro non viene più affidato a Darkchild, col quale aveva sfornato parecchi successi, ma ad un altro mago delle hit, il genio del beat Timbaland. Afrodisiac esce il 29 giugno 2004 in Nord America, e stavolta questo disco viene accolto molto positivamente dai media, tanto da paragonarla a una Janet Jackson al suo meglio, grazie soprattutto alla produzione sperimentale e matura di Timbaland e all'interpretazione emotiva e trascinante della cantante. Nonostante sia l'album più acclamato di Brandy però si rivela anche quello meno comprato: pur debuttando al numero 3 della Hot 100, Afrodisiac diventa disco d'oro vendendo appena 500 000 copie negli Stati Uniti d'America, e non ha nessuna risonanza all'estero. I singoli si rivelano flop cocenti in patria mentre hanno più successo in altri paesi: Talk About Our Love, prodotto da Kanye West che fa anche un cameo nella canzone, entra nella top 10 nel Regno Unito, e Afrodisiac arriva al numero 9 in Cina e al numero 11 nel Regno Unito. Negli Usa viene pubblicato anche Who Is She 2 U come singolo, ma è un insuccesso totale.
Paradossalmente Afrodisiac è al tempo stesso il migliore album di Brandy secondo la critica e uno dei più grandi flop per un artista consolidato nella storia della musica. Come causa dell'insuccesso viene accusata una scarsa promozione del disco, dovuta molto probabilmente alla pubblicizzata rottura del legame professionale col manager Benny Medina; o molto più concretamente al fatto che il mondo della musica è sempre più popolato da tante nuove popstar che conquistano un grande numero di fan, e molti artisti che hanno debuttato negli anni ‘90 ora vivono nell'ombra dei nuovi talenti.

### L'incidente eAmerica's Got Talent
Gli insuccessi professionali dell'artista si uniscono a guai personali ben più gravi.
Il 30 dicembre 2006, mentre guida sulla Intestate 405, un'autostrada di Los Angeles, la sua Land Rover a 105 km/h, Brandy causa un incidente a catena che coinvolge complessivamente quattro veicoli. La donna alla guida della Toyota Corolla tamponata da Brandy finisce in ospedale in condizioni molto critiche e muore il giorno seguente. I genitori della vittima, la trentottenne Awatef Aboudihaj, madre di due figli, chiedono un risarcimento di 50 milioni di dollari. L'ufficio di giustizia di Los Angeles sta ancora esaminando il caso; pur non essendo stata arrestata, Brandy è stata incolpata di aver provocato l'incidente per non aver diligentemente rallentato quando il traffico si era improvvisamente bloccato. L'avvocato del marito della vittima intenta un'ulteriore causa contro Brandy, per danni causati ai figli della donna, presenti in macchina durante l'incidente.
Nel 2006 Brandy è uno dei giudici del reality show in cerca di nuovi talenti America's Got Talent, presentato da Regis Philbin e trasmesso sulla NBC. La trasmissione è una delle più seguite dell'estate 2006 ma Brandy non conferma la sua presenza per l'edizione seguente a causa dei suoi problemi legali derivati dall'incidente automobilistico.

### Human(2008)
Il 5 dicembre 2008 in Francia e il 9 in Australia, Regno Unito ed America, esce il quinto studio album della cantante chiamato Human. Debutta al 15º posto della Billboard Hot 200 con 73 000 copie vendute. L'album è puramente R&B e conferma l'amore di Brandy per questo genere. È principalmente prodotto da Rodney "Darkchild" Jerkins che riprende a far coppia storica con la cantante, che per Afrodisiac preferì le sonorità di Timbaland. Il singolo apri pista, leakkato in rete nell'estate 2008, è il brano uptempo Right Here (Departed) che debutta alla posizione 84 della Billboard Hot 100. Come secondo estratto viene scelta la ballad Long Distance che ottiene discreti risultati nella R&B Chart americana.
Dopo alcune voci che dichiaravano Piano Man come terzo singolo estratto da Human, si viene a sapere che la cantante, scontenta dai risultati sia in classifica che in vendita del nuovo lavoro, ha preferito lasciare perdere questo progetto per concentrarsi sulla realizzazione del sequel di Human. Brandy si è quindi rimessa al lavoro per un nuovo album.

### Two Eleven e hiatus(2012-2016)
Il 12 ottobre 2012 esce in tutto il mondo il sesto album in studio della cantante Two Eleven. Il 4 maggio 2012 la cantante pubblica il primo singolo in collaborazione con il cantante Chris Brown il brano Put It Down. La canzone raggiunge la posizione #65 della Billiboard Hot 100. Il 28 agosto 2012 viene pubblicato il secondo singolo estratto dall'album, il brano si intitola Wildest Dream. Il brano raggiunge la posizione 68 della US Hot R&B/Hip-Hop Songs (Billboard). Dopo la pubblicazione di questo disco, per molti anni Brandy si è dedicata esclusivamente ad apparizioni televisive a vario titolo e alla pubblicazione di sporadiche canzoni che non sono state mai incluse in album o EP, rilegate quasi sempre a piattaforme come SoundCloud.

### Ritorno in scena eB7
A partire dal 2016, Brandy ricomincia a pubblicare singoli veri e propri: Begging & Pleading, Love Again con Daniel Caesar, I Could Be Love e varie versioni alternative di questi stessi brani. Sempre nel 2016 l'artista porta avanti lo "Slayana World Tour", il suo primo tour vero e proprio dal 2009. Nel 2020, Brandy inizia a promuovere il suo settimo album B7 pubblicando dei nuovi singoli: Baby Mama con Chance the Rapper e Plan B con Ro James. L'album viene infine reso disponibile il 31 luglio 2020.

## Discografia
- 1994 – Brandy
- 1998 – Never Say Never
- 2002 – Full Moon
- 2004 – Afrodisiac
- 2008 – Human
- 2012 – Two Eleven
- 2020 – B7

## Filmografia

### Attrice

#### Cinema
- Aracnofobia (Arachnophobia), regia di Frank Marshall (1990)
- Incubo finale (I Still Know What You Did Last Summer), regia di Danny Cannon (1998)
- Temptation: Confessions of a Marriage Counselor, regia di Tyler Perry (2013)
- The Perfect Match, regia di Bille Woodruff (2016)
- Descendants: L'ascesa di Red (Descendants: The Rise of Red), regia di Jennifer Phang (2024)
- The Front Room, regia di Max e Sam Eggers (2024)

#### Televisione
- Thea – serie TV, 19 episodi (1993-1994)
- New York Undercover – serie TV, episodio 2x05 (1995)
- Moesha – serie TV, 127 episodi (1996-2001)
- Cenerentola (Rodgers and Hammerstein's Cinderella), regia di Robert Iscove – film TV (1997)
- Strepitose Parkers (The Parkers) – serie TV, episodio 2x07 (2000)
- Sabrina, vita da strega (Sabrina, the Teenage Witch) – serie TV, episodio 6x19 (2002)
- Reba – serie TV, episodio 1x18 (2002)
- American Dreams – serie TV, episodio 3x01 (2004) – Gladys Knight
- Dr. House - Medical Division (House, M.D.) – serie TV, episodio 1x09 (2005)
- One on One – serie TV, 4 episodi (2006)
- 90210 – serie TV, 5 episodi (2011)
- Drop Dead Diva – serie TV, 4 episodi (2011-2012)
- The Game – serie TV, 59 episodi (2012-2015)
- The Soul Man – serie TV, episodio 3x01 (2014)
- Zoe Ever After – serie TV, 8 episodi (2016)
- Star – serie TV, 24 episodi (2018-2019)
- Queens - Regine dell'hip-hop (Queens) – serie TV (2021-2022)

### Doppiatrice
- Cuccioli della giungla (Jungle Cubs) – serie animata, episodio 2x06 (1997)
- Osmosis Jones, regia di Bobby Farrelly, Peter Farrelly e Tom Sito (2001)

## Programmi televisivi
- The Rosie O'Donnell Show – programma televisivo, 5 episodi (1997-2002)
- Brandy: Special Delivery – reality show, 4 episodi (2002)
- Punk'd – programma televisivo, episodio 3x06 (2004)
- The Ellen DeGeneres Show – programma televisivo (2004) – ospite
- The View – programma televisivo, 6 episodi (2004-2010; 2015)
- American Idol – programma televisivo, episodio 4x06 (2005) – giudice
- The Tyra Banks Show – programma televisivo, 4 episodi (2005-2008)
- America's Got Talent – programma televisivo, 11 episodi (2006) – giudice
- Project Runway – programma televisivo, episodio 3x14 (2006)
- The Hills – reality show, episodio 4x12 (2008)
- For the Love of Ray J – programma televisivo, 4 episodi (2009-2010)
- Dancing with the Stars – programma televisivo, 17 episodi (2010) – concorrente
- Brandy & Ray J: A Family Business – reality show, 22 episodi (2010-2011)
- The Wendy Williams Show – programma televisivo, 9 episodi (2010-2017)
- Stelle domani (Majors & Minors) – programma televisivo, 9 episodi (2011)
- The Queen Latifah Show – programma televisivo, episodio 126 (2014)
- Love & Hip Hop: Hollywood – programma televisivo, 5 episodi (2014-2019)
- Rachael Ray – programma televisivo, episodio 10x100 (2016)
- My Kitchen Rules – programma televisivo, episodi 1x01, 1x04, 1x05 (2017)
- Love & Listings – programma televisivo, episodio 1x03 (2019)
- Good Morning America – programma televisivo (2020)
- The Voice – programma televisivo (2021)

## Teatro
- Chicago, Broadway (2015, 2017)
- Chicago, Hollywood Pantages Theatre (2016)
- Chicago, Kennedy Center (2017)

## Doppiatrici italiane
Nelle versioni in italiano dei suoi film, Brandy Norwood è stata doppiata da:
- Federica De Bortoli in Star, Descendants: L'ascesa di Red
- Claudia Razzi in Cenerentola
- Rossella Acerbo in Incubo finale
- Emanuela Baroni in 90210
- Monica Bertolotti in Drop Dead Diva
- Irene Di Valmo in Dr. House - Medical Division

Da doppiatrice è stata sostituita da:
- Claudia Razzi in Osmosis Jones